# Tijnsgoed
Een tijnsgoed was een in oorsprong middeleeuwse vorm van een onroerend goed. Landsheren als graven, bisschoppen en hertogen bezaten gronden waarvan ze een deel door horigen lieten bewerken. Deze horige goederen werden vaak omgezet in een tijnsgoed: de horigen werden 'gevrijd' en verkregen dus hun vrijheid, maar ze dienden nog wel periodiek een tijns - een afdracht - aan de landsheer te betalen. Ook nieuwe goederen in nieuwe ontginningsgebieden werden in de 14e eeuw dikwijls een tijnsgoed.
De rechtspraak in een tijnsgoed werd uitgevoerd door de tijnsheer (die de tijns ontving), waarbij hij werd bijgestaan door tijnsmannen (degenen die de tijns betaalden).
In Nederland werd het tijnsgoed afgeschaft na de Franse inval in 1795 en de instelling van de Bataafse Republiek.